# Samo jednom se ljubi
Samo jednom se ljubi (en serbocroat Només estimes una vegada, estrenada internacionalment com The Melody Haunts My Memory) és una pel·lícula dramàtica iugoslava de 1981 dirigida per Rajko Grlić. Va competir a la secció Un Certain Regard al 34è Festival Internacional de Cinema de Canes. El 1999, una enquesta de crítics de cinema croats va dir que n'era una de les millors pel·lícules croates mai fetes.

## Sinopsi
Tomislav va lluitar com a partisà durant la Segona Guerra Mundial, i després de la guerra ha ingressat com a membre de la policia secreta del govern comunista iugoslau. Tanmateix, s'enamora d'una ballarina d'una família burgesa, cosa que l'obligarà a adaptar-se a les noves realitats de la postguerra.

## Repartiment
- Miki Manojlović com a Tomislav (com a Predrag Manojlović)
- Vladislava Milosavljević com a Beba (com a Vladica Milosavljević)
- Mladen Budiščak com a Vule
- Zijah Sokolovic com a Mirko
- Erland Josephson com a Rudolf, el pare de Beba
- Dragoljub Lazarov com Pero
- Neva Rošić com a Elizabeta, la mare de Beba
- Miljenko Brlečić com a Doctor
- Zvonko Lepetić com a oficial del partit
- Maja Freundlich com a criada
- Edo Peročević com a guardià de la presó
- Jagoda Kaloper com a Jagoda[6]

## Premis
Va guanyar el primer premi a la II edició de la Mostra de València del 1981.